# Facebookmoord
De Facebookmoord is een in de Nederlandse media gebruikte term voor de moord op Joyce (Winsie) Hau uit Arnhem, op 14 januari 2012, door de toen 14-jarige huurmoordenaar Jinhua K. uit Capelle aan den IJssel. De vader van Winsie raakte hierbij lichtgewond. Deze moord kreeg de naam Facebookmoord doordat een conflict op Facebook uiteindelijk tot de moord leidde.

## Aanleiding
Polly W. (16 jaar) en Winsie (15 jaar) waren vriendinnen tot ze op een feestje onenigheid kregen. Dit leidde ertoe dat Winsie op Facebook opmerkingen maakte over vermeend promiscue gedrag van Polly. Deze laatste vroeg vervolgens haar vriend Wesley C. (ten tijde van de moord 17 jaar) maatregelen te nemen. Wesley schakelde op zijn beurt Jinhua K. in om Winsie te straffen.

## Uitvoering
Jinhua begaf zich naar het woonadres van Winsie, voorzien van een mes. Hij belde aan bij het ouderlijk huis van Winsie in Arnhem en stak haar met een mes neer zodra zij in de deuropening verscheen. De toegesnelde vader raakte gewond in zijn gezicht in het handgemeen dat hierop volgde. Winsie overleed enkele dagen later aan haar verwondingen.

## Vonnis
De pleger van de moord, Jinhua, werd veroordeeld tot een jaar jeugddetentie en drie jaar jeugd-tbs (PIJ-maatregel), waarvan een jaar voorwaardelijk.
De opdrachtgevers, Wesley en Polly, werden beiden veroordeeld tot de maximale straf van twee jaar jeugddetentie en jeugd-tbs voor het medeplegen van opzettelijke uitlokking van moord. Het Openbaar Ministerie (OM) wilde hen wegens de ernst van de zaak veroordeeld zien tot een volwassenensanctie en eiste vijf jaar cel met tbs, maar de rechter wees dit af.
Het OM ging tegen deze laatste uitspraken in beroep. Het hoger beroep vond plaats op 11 en 12 juli en op 13 augustus 2013 (niet openbaar). Op 27 augustus 2013 bekrachtigde het Gerechtshof Arnhem-Leeuwarden de vonnissen van de rechtbank.
De Rechtbank Gelderland wees op 14 februari 2017 een vordering van het OM tot voorwaardelijke beëindiging van Wesleys PIJ-maatregel toe. Jinhua's jeugd-tbs werd op diezelfde datum met negen maanden verlengd, om hem in staat te stellen deel te nemen aan een scholings- en trainingsprogramma (STP). Twee weken later werd ook Polly's jeugd-tbs voorwaardelijk beëindigd. Een vordering tot voorwaardelijk beëindiging van Jinhua's PIJ-maatregel werd op 26 september 2017 toegewezen.

## Vervolg
Op 29 mei 2018 werd bericht dat Jinhua K. in april 2018 opnieuw is aangehouden, ditmaal op verdenking van een gewapende overval.

## Media-aandacht
De zaak kreeg in 2012 uitgebreide media-aandacht. De wijze waarop de moord was bedacht en uitgevoerd getuigde van een koelbloedig plan, waarbij een vriendschap door middel van enkele opmerkingen op Facebook uitmondde in een liquidatie, uitgevoerd door een 14-jarige jongen.
In 2017 werd de Facebookmoord verfilmd en uitgezonden door BNNVARA als aflevering van de televisieserie Van God Los.